# Flanitz (Frauenau)
Flanitz ist ein Gemeindeteil der Gemeinde Frauenau im niederbayerischen Landkreis Regen.

## Lage
Das Dorf liegt etwa zwei Kilometer nordwestlich von Frauenau auf einer Sattelfläche westlich oberhalb des Tals der Flanitz.

## Geschichte
Der Ort wurde im Jahr 1356 als „Flädnitz“ erstmals urkundlich erwähnt. Es ist eine Gründung des Klosters Niederaltaich und dessen Propstei Rinchnach. 1717 wurde Flanitz mit 14 Höfen erstmals in der Herdstättenbeschreibung erfasst.
Im Konskriptionsjahr 1752 bildete Flanitz eine Obmannschaft im Landgericht Zwiesel und bei der Bildung der Steuerdistrikte 1808 einen Steuerdistrikt. Dieser umfasste die Obmannschaften Flanitz, Griesbach und einen Teil der Obmannschaft Frauenau. Der Ort Flanitz bestand in diesem Jahr aus 15 Anwesen.
1813 war Flanitz als selbstständige Ruralgemeinde vorgesehen, welche die Orte Flanitz, Zell, Althütte, Lüfteneck, Reifberg und Griesbach umfassen sollte. Bei der endgültigen Festlegung der Gemeinden mit dem Edikt von 1821 wurde Flanitz jedoch ein Teil der Gemeinde Unterfrauenau. Zu Beginn des Ersten Weltkrieges hatte es 315 Einwohner. Die Bemühungen um eine eigene Schule blieben erfolglos. Bei der Volkszählung 1987 hatte Flanitz 151 Einwohner.

## Baudenkmäler
- Dorfkapelle. Sie wurde 1840 erbaut. Die beiden Figuren des hl. Nikolaus und des hl. Wolfgang stammen aus dem 18. Jahrhundert.

## Vereine
- Freiwillige Feuerwehr Flanitz. Sie wurde 1922 als Kompanie Flanitz der Freiwilligen Feuerwehr Frauenau gegründet.
- Eisschützenverein EC Flanitz
- Jagdgenossenschaft Flanitz
- Schützenverein Flanitz